# Кортрейк (футбольний клуб)
«Кортрейк» (нід. KV Kortrijk) — професійний бельгійський футбольний клуб з міста Кортрейк. Виступає у Лізі Жюпіле. Домашні матчі проводить в Кортрейку на стадіоні «Гулденспорен», який вміщує 9 500 глядачів.

## Історія
Заснований у 1901 році. Довгий час виступав у другому дивізіоні чемпіонату Бельгії. Наприкінці 90-х клуб визнали банкрутом, через що він виступав у третьому дивізіоні. З 2004 по 2008 знову грали в другому дивізіоні.
У сезоні 2008/09 «Кортрейк» дебютував у Лізі Жупіле. 
Найвищим досягненням є вихід у фінал Кубка Бельгії в сезоні 2011/12.

## Українські гравці у складі клубу
В сезоні 2016/17 у складі «Кортрейка» грав Андрій Тотовицький. У 2017 контракт з клубом підписав Пилип Будківський. У серпні 2017 року, як вільний агент поповнив команду Євген Макаренко. Через рік він за 1,2 млн євро перебрався до «Андерлехту». Не зумівши завоювати місце у стартовому складі, українець повернувся у «Кортрейк» на правах оренди. У 2018 лави команди поповнив Андрій Бацула. В 2022 році клуб домовився з львівським «Рухом» про оренду Олексія Сича.

## Поточний склад
Станом на 19 грудня 2024

| №  | Поз. | Нац.     | Гравець                                 |
| -- | ---- | -------- | --------------------------------------- |
| 1  | ВР   | Бельгія  | Том Ванденберге                         |
| 2  | ЗХ   | Англія   | Райян Алебіосу                          |
| 4  | ЗХ   | Росія    | Марк Мампассі (в оренді з «Локомотива») |
| 6  | ЗХ   | Чилі     | Найєль Мехссату                         |
| 7  | НП   | Франція  | Мунаїм Ель-Ідріссі                      |
| 9  | НП   | Хорватія | Роко Шимич (в оренді з «Кардіфф Сіті»)  |
| 10 | ПЗ   | Алжир    | Абделькахар Кадрі                       |
| 11 | ЗХ   | Бельгія  | Діон Де Неве                            |
| 13 | ВР   | Бельгія  | Еббе Де Вламінк                         |
| 14 | ПЗ   | Норвегія | Івер Фоссум                             |
| 15 | ПЗ   | Болгарія | Кристьян Малінов                        |
| 16 | ПЗ   | Бельгія  | Брехт Деягер                            |
| 17 | ПЗ   | Бельгія  | Массімо Бруно                           |

| №  | Поз. | Нац.       | Гравець                                           |
| -- | ---- | ---------- | ------------------------------------------------- |
| 20 | ЗХ   | Бельгія    | Жиль Девале                                       |
| 23 | ПЗ   | Японія     | Томокі Такаміне                                   |
| 24 | ЗХ   | Японія     | Хароя Фудзії                                      |
| 26 | ЗХ   | Бельгія    | Брам Лага (в оренді з «Гента»)                    |
| 27 | ПЗ   | Франція    | Абдулай Сіссако                                   |
| 30 | ПЗ   | Японія     | Такуро Канеко                                     |
| 31 | ВР   | Ісландія   | Патрік Гуннарссон                                 |
| 35 | ПЗ   | Бельгія    | Натан Гейгевелде (в оренді з «Юніон Сент-Жилуаз») |
| 44 | ЗХ   | Португалія | Жуан Сілва                                        |
| 46 | НП   | Алжир      | Біллел Мессауді                                   |
| 68 | НП   | Гваделупа  | Тьєррі Амброз                                     |
| 96 | ВР   | Бельгія    | Люка Пірар                                        |

## Досягнення
Кубок Бельгії
- Фіналіст: 2011/2012

Другий дивізіон
- Переможець (2): 1905/1906, 2007/2008